# Angel Haze

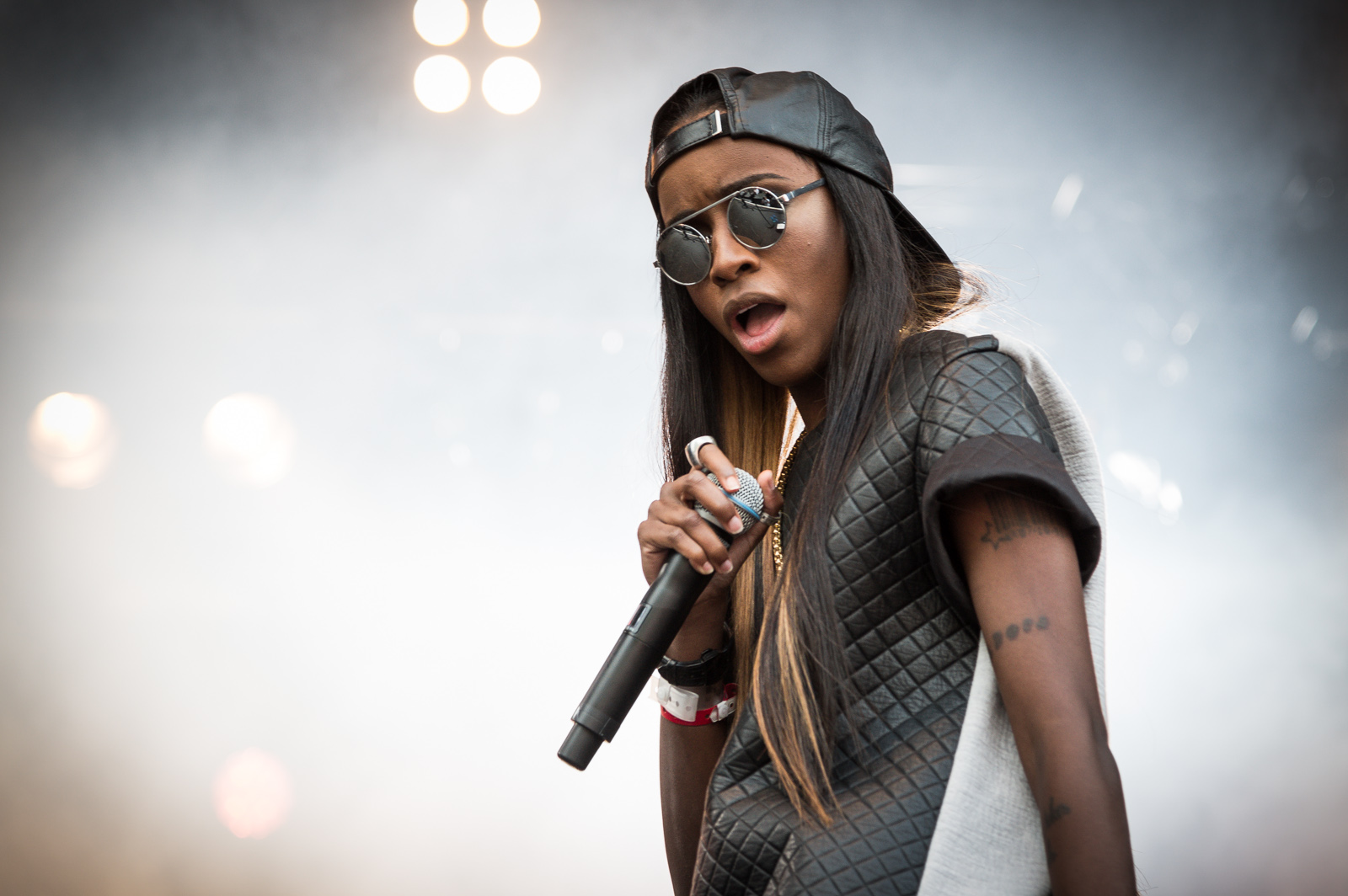
Angel Haze under ett framträdande på Øyafestivalen 2013.

Raykeea Raen-Roes Wilson, känd under artistnamnet Angel Haze, född 10 juli 1991 i Detroit, Michigan, är en amerikansk rappare.
Angel Haze släppte sitt debutalbum Dirty Gold i december 2013 och blev nominerad till BBCs lista Sound of 2013 som rankar den mest lovande nya artisten.
Angel Haze rappar om teman som homofobi, sexuellt våld och rasism, och använder sina egna upplevelser för att ifrågasätta normer och kultur. Haze har också varit öppen kring sina egna erfarenheter av posttraumatiskt stressyndrom (PTSD), depression och ätstörningar i såväl sin musik som i intervjuer och sociala medier.

## Diskografi

### Album
- Dirty Gold (2013)
- Reservation (2013)
- Back to the Woods (2015)

### EP
- New York (2012)
- Girl with the gun (2021)[19]

### Singlar
| År   | Titel                      | Album                 |
| ---- | -------------------------- | --------------------- |
| 2012 | New York                   | Reservation           |
| 2013 | Echelon (It's My Way)      | Dirty Gold            |
| 2014 | Battle cry (featuring Sia) | Dirty Gold            |
| 2015 | Impossible                 | Back to the Woods     |
| 2015 | Babe Ruthless              | Back to the Woods     |
| 2015 | Moonrise Kingsom           | Back to the Woods     |
| 2016 | Resurrection               | Roses Will Rise Again |
| 2017 | No Limits                  | No Limits             |
| 2018 | Brooklyn                   | Brooklyn              |
| 2021 | Never seen                 | Girl With The Gun     |